# Sozialdemokratische Partei Flensburg
Die Sozialdemokratische Partei Flensburg (SPF, dän. Socialdemokratisk Parti Flensborg) war eine pro-dänische Abspaltung der SPD, die von 1946 bis 1954 eine entscheidende Rolle in der Stadtpolitik Flensburgs spielte.

## Geschichte

Landesteil (Süd-)Schleswig innerhalb des Bundeslandes Schleswig-Holstein

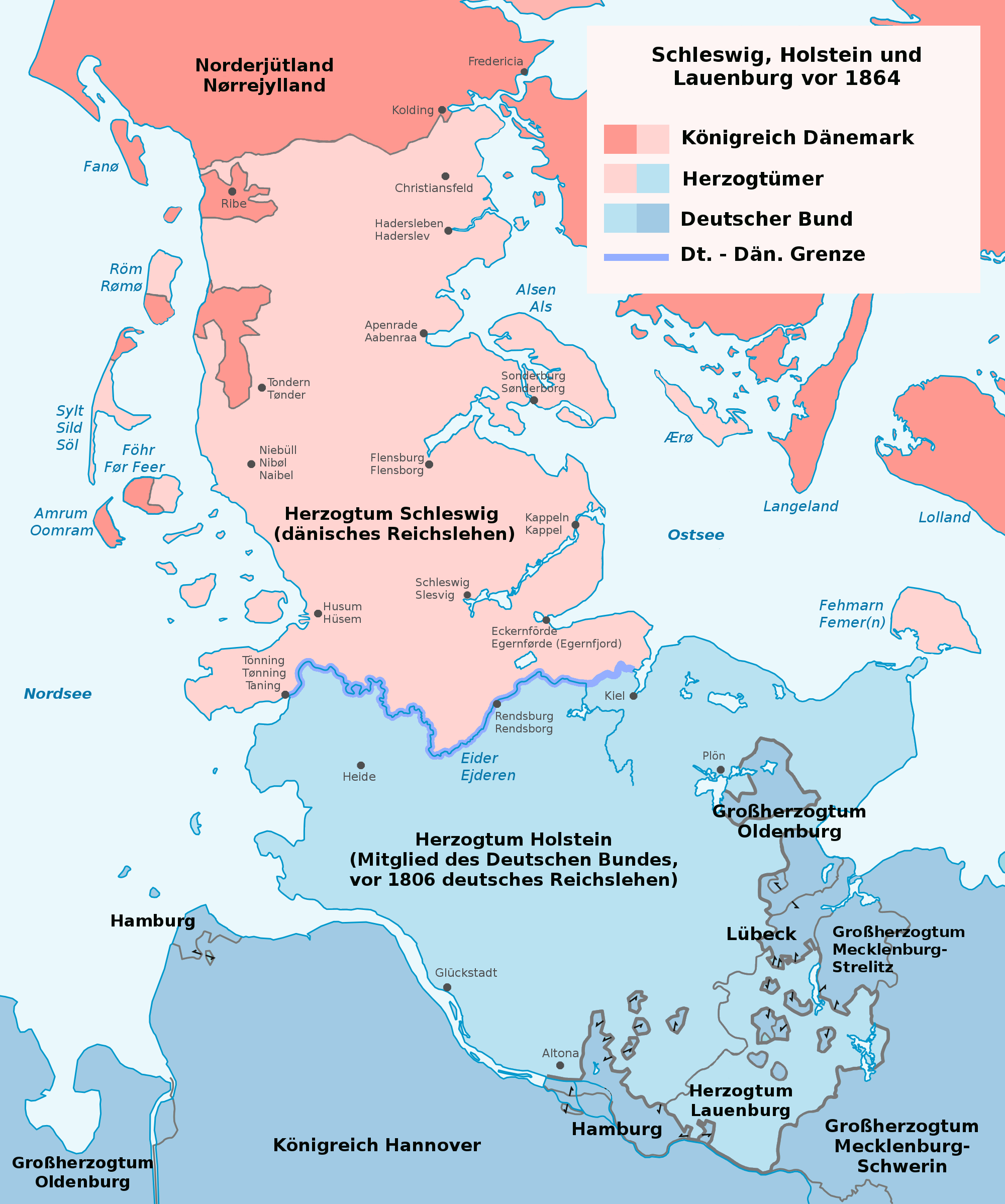
Schleswig und Holstein bis zum Deutsch-Dänischen Krieg

Nach der Kapitulation, die den Zweiten Weltkrieg in Europa am 8. Mai 1945 beendete, erfolgte in Flensburg bereits im August 1945 die Gründung eines Kreisvereins der Sozialdemokratischen Partei Deutschlands. Die britische Militärregierung genehmigte den Kreisverein am 4. Januar 1946. Bei der Anhörung hatte der Vorstand erklärt, dass die Grenzfrage keine Parteiangelegenheit sei, sondern von jedem Mitglied persönlich entschieden werden müsse.
Im Landesteil Schleswig (im Südteil des historischen Herzogtums Schleswig) in Schleswig-Holstein gab es eine starke dänische Bewegung, welche den Anschluss des Landesteils an Dänemark oder wenigstens die Abtrennung von Holstein forderte. Diese neue Bewegung bestand vor allem aus einheimischen Südschleswigern, die an die Eiderpolitik der dänischen Nationalliberalen anknüpften. Die Bewegung fand auch in großen Teilen der wieder gegründeten lokalen SPD Widerhall, die damit in Gegensatz zur schleswig-holsteinischen Parteiführung geriet. Die Partikularisten gerieten aber auch in einen Gegensatz zur überregionalen SPD-Organisation, die sich in den westlichen Besatzungszonen unter Kurt Schumacher formierte.
Obwohl die prodänische Haltung des Flensburger Sozialdemokraten Hermann Olson allgemein bekannt war, wählten die Delegierten des ersten Bezirksparteitages, der am 10. März 1946 in Neumünster stattfand, ihn als Beisitzer in den Bezirksvorstand. Zum Vorsitzenden wählte der Parteitag Wilhelm Kuklinski.
Am Freitag, 5. Juli 1946, kam es zu einer Mitgliederversammlung im Flensburger Gewerkschaftshaus, an der aus Kiel die Vorstandsmitglieder Andreas Gayk, Karl Ratz und Heinrich Fischer teilnahmen. Zur Diskussion und Abstimmung stand der Entwurf einer Resolution mit folgendem auszugsweisen Wortlaut:
Der Sozialdemokratische Kreisverein Flensburg-Stadt lehnt es ab, auf seine Mitglieder in nationalpolitischer Hinsicht einen Druck auszuüben. Er stellt es vielmehr jedem Parteigenossen frei, sich in nationalpolitischer Hinsicht nach eigenem Ermessen frei zu entscheiden… Eine endgültige Regelung der Südschleswig-Frage kann nur auf Grund des Selbstbestimmungsrechtes der Grenzbewohner durch eine Volksabstimmung erfolgen, nach der auch die in wirtschaftlicher Hinsicht verfehlte Grenzziehung vom Jahre 1920 eine Korrektur erfahren kann."
Mit einer Stimmenmehrheit (386 gegen 96) wurde die Resolution von der Parteiversammlung angenommen. Die offizielle Reaktion folgte jedoch bereits zwei Tage später am Sonntag, 7. Juli 1946, auf einer öffentlichen Kundgebung in Husum durch den Vorsitzenden Kurt Schumacher. Er sagte:
„Mit Zustimmung und im Einverständnis mit dem Bezirksvorstand der Sozialdemokratischen Partei Schleswig-Holsteins erkläre ich als erster Vorsitzender der Sozialdemokratischen Partei Deutschlands, der Sozialdemokratische Verein Flensburg ist hiermit aufgelöst und wird neu gegründet. Die Argumentation, mit der operiert wird, ist doch einfach kläglich… Wann dieses Land einmal dänisch war, ist uns gleichgültig. Es ist heute dem Empfinden seiner Bewohner nach und dem Volkstum seiner Bewohnern nach deutsch… Sie (die Gründer der SPF) haben sich außerhalb ganzer Stuhlreihen niedergesetzt.“
Zur Kommunalwahl am 13. Oktober 1946 hatte die SPF mit dem Sydslesvigsk Forening (SSF) ein Wahlabkommen geschlossen, das die Kandidatenaufstellung regelte. Von den 39 Sitzen in der neuen Flensburger Ratsversammlung erhielt die gemeinsame Liste von SSF und SPF insgesamt 33 Sitze, wogegen auf die SPD nur 2 Sitze entfielen.
Doch trotz anfänglicher Erfolge zeigte es sich, dass die Sozialdemokratie in Dänemark über die Jahre die SPF distanziert behandelte, obwohl die Sozialdemokratische Partei Flensburgs in den acht Jahren ihrer Existenz eng mit dem dänisch orientierten SSW zusammenarbeitete.
Die Bemühungen, u. a. des Schleswiger Bürgermeisters Hermann Clausen, auch im übrigen Südschleswig eine dänisch orientierte sozialdemokratische Partei aufzubauen, scheiterten jedoch an der britischen Besatzungsmacht. Zu den politischen Erfolgen der SPF gehörte die Vergabe des Flensburger Oberbürgermeisteramtes an Friedrich Drews von 1950 bis 1955.
Im Hinblick auf die bevorstehende Bundestagswahl 1953 gelang es den beiden Parteipolitikern Hans Hedtoft und Erich Ollenhauer, im März 1953 nochmals die verbindliche Bedeutung der Kieler Erklärung, die die Landesregierung am 29. September 1949 abgegeben hatte, zu betonen. Auf der Basis dieser Erklärung wollten beide Parteien in Schleswig-Holstein zur Bundestagswahl gemeinsam auftreten. Auf dem Bezirksparteitag im Juli 1954 vereinigte sich die SPF schließlich wieder mit der SPD. Einige ihrer Mitglieder wechselten jedoch in den SSW.

## Quelle
- Kieler Erklärung auf der Seite der Schleswig-Holsteinischen Geschichtsgesellschaft